# チオ硫酸デヒドロゲナーゼ
チオ硫酸デヒドロゲナーゼ（thiosulfate dehydrogenase）、次の化学反応を触媒する酸化還元酵素である。
2 チオ硫酸 + 2 フェリシトクロムc {\displaystyle \rightleftharpoons } テトラチオン酸 + 2 フェロシトクロムc
反応式の通り、この酵素の基質はチオ硫酸とフェリシトクロムc、生成物はテトラチオン酸とフェロシトクロムcである。
組織名はthiosulfate:ferricytochrome-c oxidoreductaseで、別名にtetrathionate synthase、thiosulfate oxidase、thiosulfate-oxidizing enzyme、thiosulfate-acceptor oxidoreductaseがある。